# Гронец, Ондрей
Ондрей Гронец (словац. Ondrej Hronec; 17 октября 1917, Стрельники — 27 апреля 1945, Вельке-Ровне) — словацкий рабочий, партизан времён Второй мировой войны.

## Биография
Родился 17 октября 1917 года в Стрельниках (ныне Банскобистрицкий край Словакии). Родители: Ян Гронец и Мария Гронцева (в девичестве Чиефова). До войны работал в Брезне на заводе. С 1944 года член движения Сопротивления. В дни Словацкого национального восстания командир партизанского отряда имени В. И. Чапаева. Участвовал в организации диверсий на железных дорогах Кошице-Богумин, в Поважье и Моравии. Погиб во время одной из операций 27 апреля 1945 года близ Вельке-Ровне.
Похоронен в Коларовичах. Посмертно награждён в 1946 году орденом Словацкого национального восстания 1 степени.